# 맬컴 데이비드 켈리
맬컴 데이비드 켈리(Malcolm David Kelley, 1992년 5월 12일 ~ )는 미국의 배우이자 가수이다. 《로스트》에서 월트 로이드 역으로 가장 잘 알려져 있다. 토니 올러와 함께 MKTO를 결성하여 활동중이다.

## 출연 작품
- 트루 투 더 게임 (2017)
- 킹스 오브 애플타운 (2009)
- 미시시피 댐드 (2009)
- 유 갓 서브드 (2004)
- 앤트원 피셔 (2002)

### 텔레비전
- 말콤네 좀 말려줘 (2001)
- 저징 에이미 (2002)
- 로스트 (2004-09)
- 지미 키멀 라이브! (2005-06)
- 성범죄수사대: SVU (2006)
- 마이 네임 이즈 얼 (2006)
- 세이빙 그레이스 (2007-10)
- 클로저 (2011)
- 본즈 (2015)
- 블라인드스팟 (2017)